# Ramón Calderón Castro
Ramón Calderón Castro est un ancien arbitre cubain de football des années 1970 et 1980.

## Carrière
Il a officié dans une compétition majeure : 
- JO 1980 (1 match)